# Rødding Sognekommune
Rødding Sognekommune var en sognekommune, der blev oprettet i 1867 i forbindelse med Slesvigs overgang til Preussisk styre. Ved kommunalreformen i 1970 blev kommunen lagt sammen med en række andre sognekommuner til den nye Rødding Kommune. 
Kommunen bestod af Rødding Sogn med Rødding Kirke. 

## Valgresultater efter år
| 2 | 7 |

| 8 |

| 1 | 8 |

| 8 |

| 1 | 8 |

| 7 | 2 |